# Joyce K. Reynolds
Joyce K. Reynolds est une informaticienne américaine.
Diplômée de l'université du Sud de la Californie, aux États-Unis, Joyce Reynolds a contribué au développement des protocoles utilisés sur Internet. En particulier, elle est l'auteur ou le co-auteur de nombreux RFCs, parmi lesquels ceux qui ont introduit et spécifié les protocoles Telnet, FTP et POP.
Joyce Reynolds a fait partie de l'équipe éditoriale des Request For Comments de 1987 à 2006, a géré l'IANA avec Jon Postel jusqu'au décès de ce dernier en 1998 puis seule jusqu'en 2001, assurant notamment son transfert à l'ICANN, tout en restant employée par l'ISI.
Elle a été membre de l'Internet Engineering Steering Group de l'IETF de 1990 à mars 1998, en tant que directrice du domaine des services utilisateurs.
Elle a reçu en 2006, avec Bob Braden, le Postel Award pour sa contribution à Internet. Elle apparaît dans le RFC 1336, Who's Who in the Internet (1992), avec une brève biographie.